# 翟建钺
翟建钺（？—？），山东缁川人，是一名清朝政治人物。
翟建钺曾于乾隆四十三年接替金垿任龙岩州知州一职，乾隆四十四年由潘鸣谦接任。